# Espaço intercostal
O espaço intercostal é o espaço existente entre duas costelas. Como existem 12 costelas de cada lado do tórax, existem 11 espaços intercostais.